# Compagnia del Levante
La Compagnia del Levante è una società commerciale riconosciuta e fondata nel 1581 dalla corona d'Inghilterra sotto il regno di Elisabetta I ed allora dotata di diritti esclusivi per il commercio con gran parte del mondo.
Questa antenata delle odierne multinazionali svolse un compito molto importante nel processo di colonizzazione attuato nei secoli successivi dagli inglesi, oltre a consentire il mantenimento di buoni rapporti con altre popolazioni. Questo avvenne ad esempio nel caso del rapporto con l'Impero ottomano.
La Compagnia del Levante supportò anche la corona francese nell'assumere un ruolo egemonico nel Medio oriente nel XIX secolo.

## Ambasciatori a Costantinopoli
- 1582–1588 William Harborne
- 1588–1597 Edward Barton
- 1597–1607 Henry Lello
- 1606–1611 Sir Thomas Glover
- 1611–1620 Paul Pindar
- 1619–1621 Sir John Eyre (0 Ayres)
- 1621–1622 John Chapman
- 1621–1628 Sir Thomas Roe
- 1627–1638 Sir Peter Wyche
- 1633–1647 Sir Sackville Crowe
- 1647–1661 Sir Thomas Bendysh
- Richard Salway (mai inviato)
- Richard Lawrence (solo agente)
- 1668–1672 Heneage Finch, Earl di Winchilsea
- 1668–1672 Sir Daniel Harvey
- 1672–1681 John Finch
- 1680–1687 James, Lord Chandos
- 1684–1686 Sir William Soames
- 1686–1691 Sir William Trumbull
- 1690–1691 Sir William Hussey
- Thomas Coke (solo incaricato d'affari)
- 1691–1692 William Harbord
- 1692–1702 William Paget
- Sir James Rushout, 1st Baronet (nominated only)
- George Berkeley, 1st Earl of Berkeley (nominated only)
- 1700–1717 Sir Robert Sutton
- 1716–1718 Edward Wortley-Montagu
- 1717–1730 Abraham Stanyan
- 1729–1736 George Hay, VIII Earl di Kinnoull
- 1735–1746 Sir Everard Fawkener
- Stanhope Aspinwall (solo incaricato d'affari)
- 1746–1762 James Porter
- 1761–1765 Henry Grenville
- William Kinloch (solo incaricato d'affari)
- 1765–1775 John Murray
- Anthony Hayes (solo incaricato d'affari)
- 1775–1794 Sir Robert Ainslie
- 1794–1795 Robert Liston
- JSpencer Smith (incaricato d'affari)
- Francis James Jackson (non assunse mai il titolo)
- 1799–1803 Thomas Bruce, 7° Earl di Elgin
- Alexander Straton (incaricato d'affari)
- 1803–1804 William Drummond
- 1804–1807 Charles Arbuthnot
- 1809–1810 Robert Adair
- 1810–1812 Stratford Canning, plenipotenziario ministeriale
- 1812–1820 Robert Liston
- 1820–1824 Percy Smythe, 6° visconte Strangford.

## Consoli della Compagnia del Levante

### A Smirne
- 1611–1624 William Markham
- 1624–1630 William Salter
- 1630–1633 Lawrence Green
- 1633–1634 James Higgins
- 1634163–5 John Freeman
- 1635–1638 Edward Bernard
- 1638–1643 Edward Stringer
- 1644–1649 John Wilde (console)|John Wilde
- 1649–1657 Spencer Bretton
- 1659–1660 William Prideaux
- 1660–1661 Richard Baker
- 1661–1667 William Cave
- 1667–1677 Paul Rycaut
- 1677–1703 William Raye
- 1703–1716 William Sherrard
- 1716–1722 John Cooke
- 1722–1723 George Boddington
- 1733–1741 Francis Williams
- 1741–1742 Thomas Carleton
- 1742–1762 Samuel Crawley
- 1762–1794 Anthony Hayes
- 1794–1825 Francis Werry

### Ad Aleppo
- 1580–1586 William Barrett
- 1586–1586 James Toverson
- 1586–1586 John Eldred
- 1592–1594 Michael Locke
- George Dorrington (facente funzioni di vice console, 1596)
- 1596–1596 Thomas Sandys
- 1596–1597 Ralph Fitch
- 1597–1597 Richard Colthurst
- vacante
- James Hawarde (facente funzioni di vice console, 1606)
- 1606–1610 Paul Pindar
- 1610–1616 Bartholomew Haggatt
- 1616–1621 Libby Chapman
- 1621–1627 Edward Kirkham
- 1627–1630 Thomas Potton
- 1630–1638 John Wandesford
- 1638–1649 Edward Bernard
- 1649–1659 Henry Riley
- 1659–1672 Benjamin Lannoy
- 1672–1686 Gamaliel Nightingale
- 1686–1689 Thomas Metcalfe
- 1689–1701 Henry Hastings
- 1701–1706 George Brandon
- 1707–1715 William Pilkington
- 1716–1726 John Purnell
- 1727–1740 Nevil Coke
- 1740–1745 Nathaniel Micklethwait
- 1745–1751 Arthur Pollard
- 1751–1758 Alexander Drummond
- 1758–1758 Francis Browne
- 1759–1766 William Kinloch
- 1766–1768 Henry Preston
- 1768–1770 William Clark
- 1770–1772 Charles Smith (proconsole)
- 1770–1783 John Abbott
- 1783–1784 David Hays (proconsole)
- 1784–1786 Charles Smith (proconsole)
- 1786–1791 Michael de Vezin (proconsole)
- sede chiusa 1791–1803
- 1803–1825 John Barker